# Sympagus
Sympagus is een kevergeslacht uit de familie van de boktorren (Cerambycidae). De wetenschappelijke naam van het geslacht werd voor het eerst geldig gepubliceerd in 1881 door Bates.

## Soorten
Sympagus omvat de volgende soorten:
- Sympagus bimaculatus (Gilmour, 1959)
- Sympagus buckleyi (Bates, 1885)
- Sympagus cedrelis Hovore & Toledo, 2006
- Sympagus favorabilis Tippmann, 1960
- Sympagus laetabilis (Bates, 1872)
- Sympagus monnei Hovore & Toledo, 2006